# Schloss Triftern

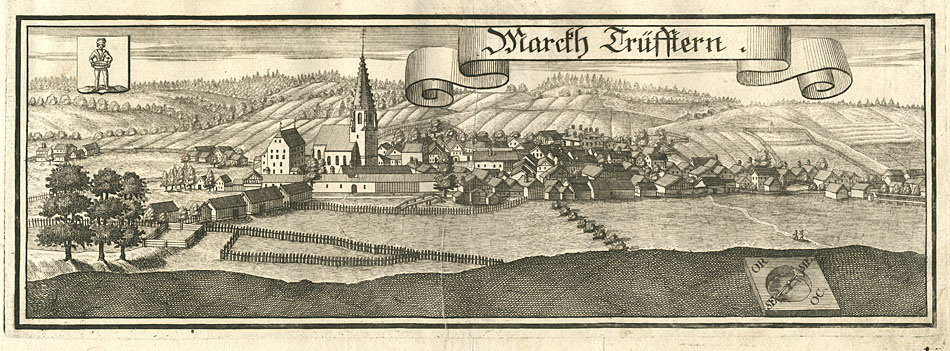
Markt und Schoss Triftern nach einem Stich von Michael Wening von 1721

Das ehemalige Schloss Triftern ist ein Gebäudeensemble in der Gemeinde Triftern im niederbayerischen Landkreis Rottal-Inn von Bayern (Maria-Ward-Platz 1, Unterer Markt 13).

## Geschichte
Als erste Besitzer des Sitzes Triftern werden 1493 die Dieperskirchner genannt, bereits 1494 ist hier Leo Lenberger nachgewiesen. Die Familie der Lenberger hat den Sitz bis Ende des 16. Jahrhunderts inne. 1550 sandte Appolonia, Tochter des Georg Lenberger zu Triftern und Nonne auf dem Nunberg zu Salzburg ihre an ihre Brüder Christoff und Jeremias abgetretenen Anteile an Triftern dem Herzog Albrecht auf. Die andere Tochter Martha, verheiratet mit Georg Schaffmann, sandte ebenfalls den ihren Brüdern verkauften Anteil dem Herzog auf. 1551 ging der Anteil des Jeremias an seinen Bruder Christoff über. Dieser Letzte der Lenberger hinterließ eine Tochter namens Salome. Als deren Vormund und Lehensträger fungierte Georg Gruber zu Sam, später ihr Gemahl Heinrich Flitzinger. Nach ihrem Tod ging ihr Besitz an ihre Kinder (Adam, Maria, Rebekka) aus der Ehe mit dem Heinrich Flitzinger zu Haag und Penzing über. 1557 trat dieser als Lehensträger auf. Nach dem Tod des Adam von und zu Flitzing setzten die Beistände der Witwe Anna Rufina von Flitzing 1631 den Kurfürsten Maximilian als deren Lehensträger Sebastian Kumpfmiller, Flitzingerscher Hofmarksrichter zu Haag, ein. Kurz darauf (Kumpfmiller war nicht adelig), nämlich 1631, wurde Johann Wolf von Muggenthal als Lehensträger ernannt.
1638 ist der Sitz im Besitz der kurfürstlichen Kämmerers Franziscus Graf von Lodron. Der Sitz war Erbteil seiner Gemahlin, einer geborenen von und zu Flitzing. 1688 haben Maximilian Ludwig und Guidobald Albrecht von Lodron die Lehen für sich und ihre beiden Schwestern (Maria Clara von Hornstein, Maria Anna Theresia Nothaft) erhalten. 1689 werden nur die beiden Schwestern in communis genannt. 1688 war die Niedergerichtsbarkeit dem Sitz entzogen worden. 1696 sind Baron Joachim Xaver Nothaft und Baron von Hornstein im Besitz des Lehens. Nach dem Tod der Maria Anna Theresia fiel ihr Anteil 1703 an ihre Tochter Maria Jolanda (verheiratete Nothaft), deren Vormund Guidobald Albrecht Joseph Graf von Lodron auf Haag das Lehen empfing. Die andere Hälfte ging an den Grafen Johann Gottfried zu Königsfeld, dessen Gattin Maria Anna Adelheid Cajatana den Anteil des Maria Clara von Hornstein erhalten hatte. 1747 war Joseph Anton Graf von Lodron zu Haag teilweise Lehensinhaber der verstorbenen Maria Jolanda, der andere Teil war Albrecht Maximilian und nach seinem Tod seinem Bruder Georg Antoni zugefallen.
1767 kaufte Adam Baron von Docfort beide Anteile. Nach seinem Testament von 1773 ging Triftern zum Teil an Charlotte Freifrau von Hackledt, Ernestina von Neuenfrauenhofen, Freiin Maria Leopoldina Docfort und die Kinder der Freifrau Maria Anna von Poisl (alle geborene von Docfort) über. Den lebenslangen Genuss hatte jedoch Anton Nepomuk von Docfort inne. In der Pfarrkirche St. Stephan in Triftern befindet sich ein Grabstein mit dem Allianzwappen der Grafen von Lodron und der Freiherren von Docfort. Hier wurde die im Juni 1756 im Alter von 63 Jahren verstorbene Maria Anna Barbara Gräfin von Lodron beerdigt, Frau zu Trüfftern, Türken und Lechen, geborene Freiin von Docfort, Witwe des ehemaligen Kämmerers Grafen Georg Anton von Lodron.
Bis 1801 hatten die Docforts Triftern als bayerisches Lehen inne. 1820 ging der Sitz in bürgerliche Hände über.

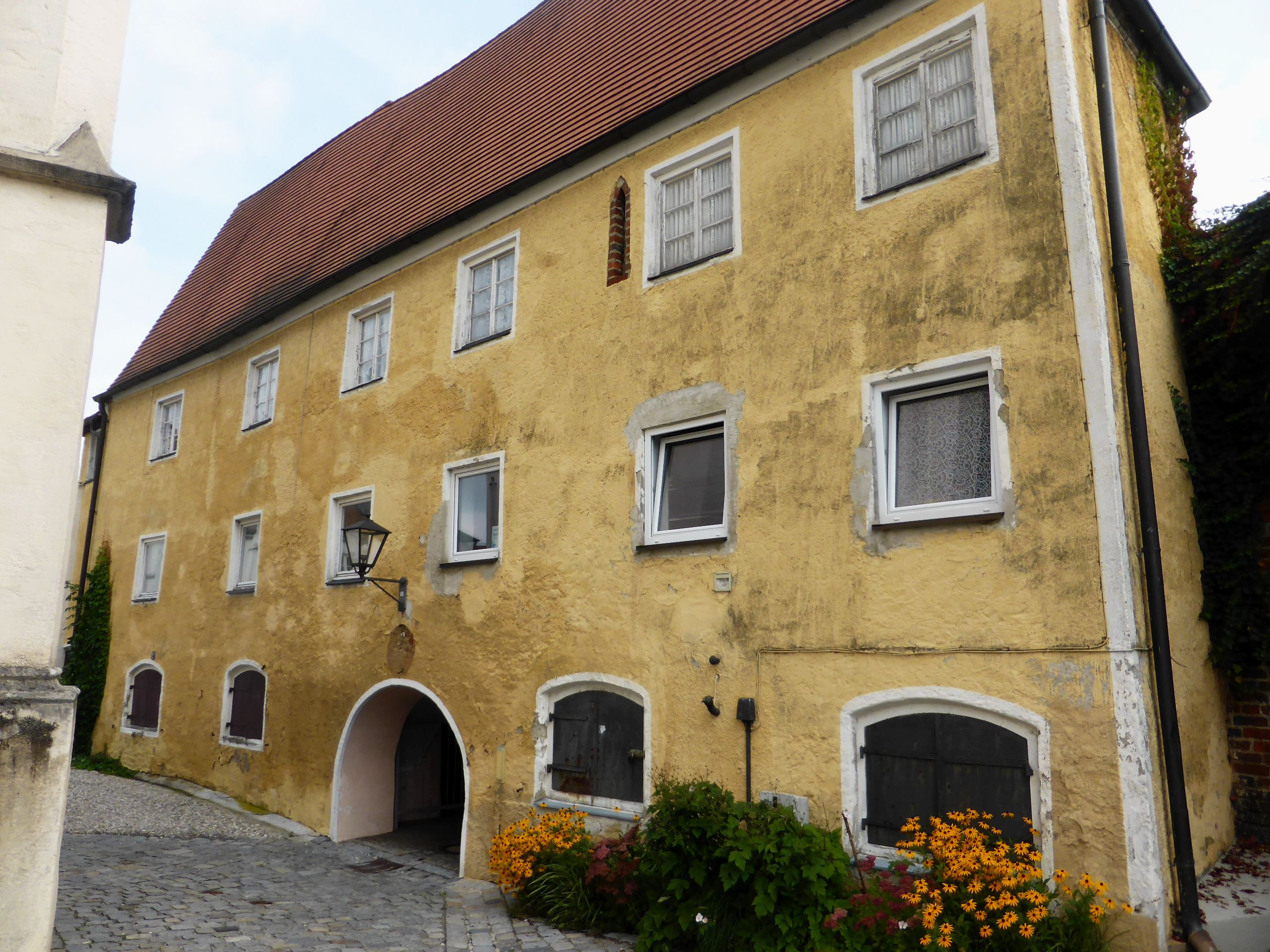
Ehemaliges Hofmarkschloss Triftern

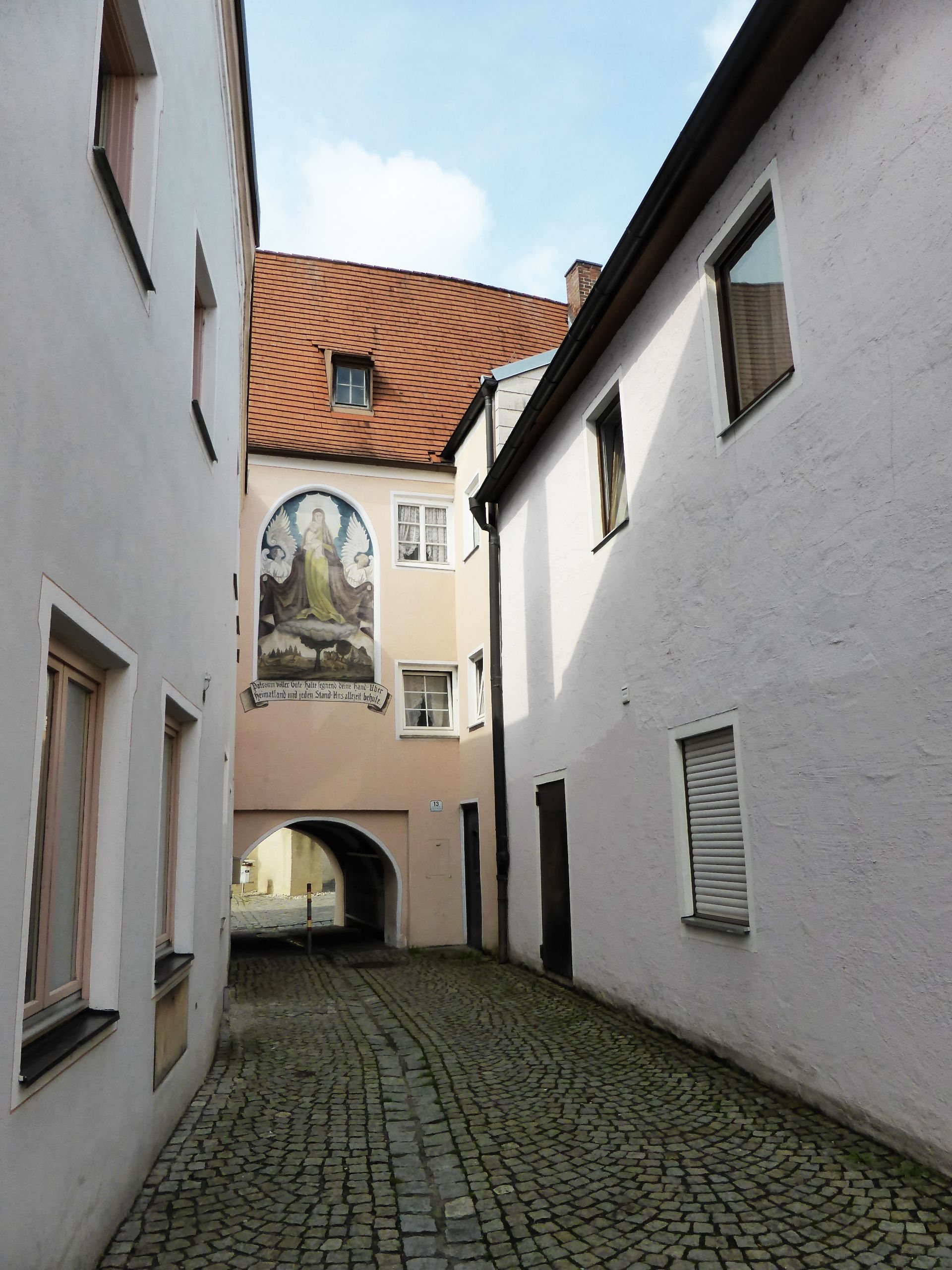
Glaserhaus – ältester Teil des Hofmarkschlosses

## Schloss Triftern einst und jetzt
Auf dem Stich des Michael Wenings des Marktes Triftern von 1721 ist neben der Kirche ein viergeschossiges Gebäude zu erkennen. Zu dem losen Gebäudekomplex gehört das ehemalige Hofmarksschloss, ein Walmdachbau mit Architekturgliederung, der 1726/27 erbaut wurde. Die Einfriedungsmauer mit Torbogen stammt aus dem 19. Jahrhundert. Neben der Kirche St. Stephan ist ein zweigeschossiger Bau mit Walmdach erkennbar, der durch den Einbau von Garagen im Erdgeschoss völlig entstellt wurde. Das sog. Glaserhaus (Unterer Markt 13) aus dem 16. Jahrhundert ist das älteste der zum ehem. Schloss gehörigen Gebäude; es ist ein schmaler, dreigeschossiger Bau mit hohem, steilem Walmdach und einer Bogendurchfahrt.